# Special Olympics Antigua und Barbuda
Special Olympics Antigua und Barbuda (englisch: Special Olympics Antigua and Barbuda) ist der antiguanische Verband von Special Olympics International, der weltweit größten Sportbewegung für Menschen mit geistiger Beeinträchtigung und Mehrfachbeeinträchtigung. Ziel ist die sportliche Förderung dieser Personengruppe und die Sensibilisierung der Gesellschaft für sie. Außerdem betreut der Verband die antiguanischen Athletinnen und Athleten bei den Special Olympics Wettbewerben.

## Geschichte
Special Olympics Antigua und Barbuda wurde mit Sitz in St. John’s gegründet.

## Aktivitäten
Der Verband nahm 2019 an den Programmen Law Enforcement Torch Run (LETR), Athlete Leadership, Healthy Athletes, Young Athletes, Project UNIFIED und Unified Sports teil, die von Special Olympics International ins Leben gerufen worden waren.

### Teilnahme an Weltspielen vor 2020
• 2011 Special Olympics World Summer Games, Athen
• 2013 Special Olympics World Winter Games, PyeongChang, Südkorea
• 2019 Special Olympics, World Summer Games, Abu Dhabi (4 Athletinnen und Athleten)

### Teilnahme an den Special Olympics World Summer Games 2023 in Berlin
Special Olympics Antigua und Barbuda nahm mit vier Athletinnen und Athleten an den Special Olympics World Summer Games 2023 teil. Die Delegation wurde vor den Spielen im Rahmen des Host Town Program von Langen betreut. Das Team gewann bei diesen Weltspielen eine Gold- und zwei Bronzemedaillen.